# Distretto urbano di Babati
Il distretto urbano di Babati è un distretto della Tanzania situato nella regione del Manyara. È suddiviso in 8 circoscrizioni (wards) e conta una popolazione di 93 108 abitanti (censimento 2012).
Elenco delle circoscrizioni:
- Babati
- Bagara
- Bonga
- Maisaka
- Mutuka
- Nangara
- Sigino
- Singe